# Welcome to the Voice
Welcome to the Voice ("Bienvenido a la voz") es una ópera con música de Steve Nieve y libreto, en inglés y francés, de Muriel Teodori que mezcla voces de músicos de diversas procedencias como Sting, Elvis Costello y cantantes de música clásica. Fue grabada por Deutsche Grammophon en 2007. La primera representación en escena tuvo lugar el 20 de noviembre de 2008 en el Théâtre du Châtelet de París.

## Historia
Un primer borrador se dio para una representación de taller en el Atlantic Bell Jazz Festival de 2000. El elenco de la representación fue Elvis Costello, Ron Sexsmith, John Flansburgh y estudiantes de la Juilliard School of Music. Entre los músicos estuvieron Brodsky Quartet, Steve Nieve, y Ned Rothenberg. Después de este primer intento exploratorio, Welcome to the Voice fue ampliado.
Lanzada primero por grabación de Deutsche Grammophon en 2007, no se estrenó en escena hasta el año siguiente, el 20 de noviembre de 2008 en el Théâtre du Châtelet de París, bajo la dirección musical de Wolfgang Doerner. La puesta en escena corrió a cargo de Muriel Teodori, los decorados de Bernard Arnould y el vestuario de Caroline de Vivaise. Se repitió en los días siguientes: 21, 23, 24 y 25 de noviembre de 2008.
El reparto fue el siguiente:
- Sting: Dionisos
- Elvis Costello: comisario de policía
- Sylvia Schwartz (soprano inglesa): Lily
- Marie-Ange Todorovitch (mezzosoprano francesa): el fantasma de Carmen
- Sonya Yoncheva (soprano, mezzosoprano): el fantasma de Butterfly
- Anna Gabler (soprano alemana): el fantasma de Norma
- Joe Sumner (el hijo de Sting): el amigo de Dionisos

Música:
- Steve Nieve: piano, sintetizador Moog y teremín
- Vincent Segal: violonchelo y violonchelo eléctrico, guitarra eléctrica
- Ibrahim Maalouf:	trompeta
- Ned Rothenberg:	saxofón alto y soprano, clarinete y clarinete bajo, flauta baja y shakuhachi
- Jean François Durez: marimba

## Argumento
La historia se refiere a un inmigrante, obrero metalúrgico, Dionisos, que descubre la ópera clásica. Se convierte en una obsesión, cuando queda cautivado por la voz de Lilly, una joven cantante de ópera. Antes de convencer a su amada, deberá convencer a sus colegas metalúrgicos, a los homeless, al director de la ópera y a un comisario de policía. 
Sus compañeros de trabajo intentan convencerlo para que vuelva al tajo, pero está decidido a vivir en los escalones del teatro de ópera, y encontrarse con la mujer cuya voz lo ha enamorado. Por la noche lo visitan los fantasmas de las óperas pasadas, Carmen, Butterfly y Norma. Le dicen que se parece mucho a un personaje de ópera, que debería suicidarse para unirse al cielo operístico. Dionisos no queda convencido. A la mañana siguiente, ve a la cantante de ópera en la calle, que está comprando un perfume caro. Él no puede contenerse y la agarra del brazo. Intenta abrazarla. La policíalo detiene, y quiere que él sirva de ejemplo.

## Grabación
Se cuenta con la grabación de estudio del año 2007, producida por Nieve/Teodori, y lanzada por Deutsche Grammophon.